# Брат за брата
Брат за брата — пісня українського гурту «Kozak System» з дебютного альбому «Шабля». Один з неофіційних гімнів Євромайдану.

## Автори
Вірші на музику «Kozak System» написав лідер гурту «Тартак» Сашко Положинський.

## Історія
Влітку 2013 пісня привернула увагу братів Кличків і гурту запропонували виступити з нею на поєдинку Володимира Кличка з росіянином Олександром Повєткіним. Музиканти «Kozak System» в інтерв'ю заявляли, що написали її під враженням боксерських поєдинків братів Кличків, телетрансляції яких не пропускають упродовж останніх 15 років. Але в останню мить Кличко відмовився від цієї пісні й вийшов на ринг під традиційну «Can't Stop» від «Red Hot Chili Peppers».
Під час Євромайдану ця пісня стала одним з його неофіційних гімнів. У ніч на 1 грудня 2013 без підготовки і репетицій «Kozak System», Тарас Чубай, Сергій Фоменко, Марія Бурмака, Олег Собчук, Анжеліка Рудницька, Олена Грозовська, Едуард Приступа, Юрій Журавель, «Сєня» Присяжний, Ірена Карпа, Дмитро Лазуткін, Олександр Піпа, Вадим Красноокий, Олесь Доній, Руслана Лижичко, Святослав Вакарчук, Антін Мухарський, Євген Нищук, Сергій Пантюк записали кліп під назвою «Ukrainian artists against the Regime», в якому кадри з музикантами в студії звукозапису чергуються з відео з протестів на Евромайдані і побиттям студентів у ніч на 1 грудня. З усіх перерахованих виконавців лише Олег Собчук, соліст гурту С.К.А.Й., раніше виступав за Митний союз, але напередодні змінив думку і вийшов на Євромайдан.

## Текст
Рваними ритмами, стрімкими потоками

Щось потужно гупає в грудях.

З чистими помислами, твердими кроками –

Хай світло небесне засяє в людях!

Хто сам вирішує долю,

Хто сам примає рішення,

Без бруду, без блуду, без гною, без болю

Життям своїм залишається втішеним.

Приспів:

Свій на свого не здійме руку!

Брат на брата не скаже злого!

Прийме удар, піде на муку

Брат за брата, свій за свого!
Різкими зламами, лихими закрутами

Продирається доля крізь хащі.

Хай груди заквітнуть червоними рутами –

Не втратити честі своєї нізащо!
Там, де з рідними-милими,

Там, де зі своїми хорошими,

Власним розумом, власними силами

Щастя своє збудувати зможемо...
Приспів
Вітре мій, веди мене!

Сонце моє, зігрій мені серце!

Земле моя, мені сили дай

Перемогти у смертельному герці! (весь куплет – 2)
Не вір в чуже, не проси, не бійся!

В єдності – сила – відома істина.

Хто пустить ворога в своє обійстя,

Власного хліба більше не їстиме.
Живим героям – прірва роботи!

Героям загиблим – славна тризна!

Але, для початку, визначись – хто ти

І що для тебе твоя Вітчизна!
Приспів
Вітре мій, веди мене!

Сонце моє, зігрій мені серце!

Земле моя, мені сили дай

Перемогти у смертельному герці! (весь куплет – 2)